# Chrysogaster sinensis
Chrysogaster sinensis är en tvåvingeart som beskrevs av Stackelberg 1952. Chrysogaster sinensis ingår i släktet ängsblomflugor, och familjen blomflugor. Inga underarter finns listade i Catalogue of Life.